# 11013 Кулландер
11013 Кулландер (11013 Kullander) — астероїд головного поясу, відкритий 16 серпня 1982 року.
Тіссеранів параметр щодо Юпітера — 3,559.